# Vlajka Saharské arabské demokratické republiky

Vlajka Saharské arabské demokratické republiky
Poměr stran: 1:2

Vlajka Saharské arabské demokratické republiky (rubová strana)

Vlajka Saharské arabské demokratické republiky je tvořena listem o poměru stran 1:2 se třemi vodorovnými pruhy, černým, bílým a zeleným, s červeným rovnoramenným trojúhelníkem při žerdi, sahajícím do třetiny délky listu vlajky. Uprostřed bílého pruhu je na lícové straně červený půlměsíc a červená pěticípá hvězda. Vlajka byla přijata 27. února 1976.
Panarabské barvy vlajky vyjadřují příslušnost k arabskému světu, půlměsíc a hvězda jsou symboly islámu a červená barva je zároveň znamením revoluce i pokrokového a demokratického charakteru státu.
Saharská arabská demokratická republika je částečně uznávaný stát, jehož území je z větší části zabrané Marokem, které toto území považuje za integrální součást svého státu.

Marocká vlajka Poměr stran: 2:3
Vyvěšování vlajky v porovnání s francouzskou vlajkou